# ムハンマド・ベショーイ・ヘガーズィー
ムハンマド・ベショーイ・ヘガーズィー（1982年 - ）は、元ムスリムのエジプト人クリスチャンで、キリスト教への改宗者としては初めてIDカードの宗教欄をイスラームからキリスト教に変更するよう求めた人物である。
ヘガーズィーはスエズ運河に面したポートサイドで育った。彼は1998年にキリスト教に改宗し、エジプトのキリスト教修道士の名前にちなんでベショーイのミドルネームを名乗った。彼の妻であるウンム・ハシーム・カメルも数年後にキリスト教に改宗し、カタリーナというミドルネームを名乗っている。
彼が言う所によれば、二つの宗教について書かれた本を読み勉強した後、イスラームの教えに満足できないことを理由に改宗を決意したと言う。ヘガーズィーは『イスラームはキリスト教ほど愛の思想を発達させなかった。そして愛こそ自分が求めていたものだった。』とも述べた。
キリスト教はエジプトでは合法とされている宗教ではあるが、 イスラーム法の広く認められた解釈によればイスラームからの離脱は死刑である。そして理論上はエジプトの法律はイスラーム法に基づかねばならない。 改宗が発覚した者は『宗教への冒涜』や『公の秩序を乱した』という理由で警察に逮捕されることが通例だった。 彼自身の話によれば、改宗が発覚した後三日間拘留され、警察による拷問を受けたという。2001年には警察を批判した本を出版し、再び『公の秩序を乱した』という理由で拘留された。
ヘガーズィーはエジプトの法廷に彼のIDカードの宗教欄にかかれた宗教をイスラームからキリスト教に変えることを認めるよう訴えを起こした。 彼は自分の子供が公式にイスラーム教徒ではなくキリスト教徒として登録されることを願って訴えを起こしたと主張した。また、他の同じような改宗者達の先駆でありたいとも述べた。
イスラム法学者は彼の死刑を宣告するファトワーを相次いで出した。 彼と彼の妻に対してイスラム原理主義者等からの殺害予告があり、現在は親戚の庇護の下にいる。

## 参照
1. 1 2 3 4 5 6  “Egyptian Christian convert goes into hiding amid death threats”.   Kuwait Times (2007年8月11日). 2007年9月1日時点のオリジナルよりアーカイブ。2007年8月11日閲覧。
2. 1 2 3 4 5 6  The Associated Press (2007年8月11日). “Muslim converts to Christianity foments sectarian antagonism”.   International Herald Tribune. 2007年8月11日閲覧。
3. 1 2 3 4 5  Michael, Maggie (2007年8月11日). “Threats force Egyptian convert to hide”.   Yahoo News. 2007年8月15日時点のオリジナルよりアーカイブ。2007年8月11日閲覧。